# Liam Scales
Liam Scales (Dublin, 8 de agosto de 1998) é um futebolista irlandês que atua como zagueiro e lateral-esquerdo. Atualmente joga pelo Celtic.

## Carreira

### UCD Dublin
Scales começou sua carreira no Arklow Town antes de assinar com a UCD Dublin em 2015, fazendo mais de 100 jogos pelo clube e vencendo a Collingwood Cup bem como o título da Primeira Divisão da Liga da Irlanda (equivalente a segunda divisão) em 2018. Ele foi descrito como "um jogador chave para o UC ganhar o título da Primeira Divisão". Scales foi votado por seus colegas jogadores da Primeira Divisão da Liga da Irlanda na Equipe do Ano da Primeira Divisão da PFAI para 2018. Em 2019, fez testes e passou nos clubes ingleses Manchester City e Bristol Rovers, mas a transferência acabou não ocorrendo.

### Shamrock Rovers
Foi contratado pelo Shamrock Rovers para a temporada de 2020, e "desempenhou um papel significativo no sucesso da liga". Participou de 7 jogos pelo clube em competições europeias, tendo marcando uma vez. Em março de 2021, em jogo contra o Dundalk pela Supertaça da Irlanda, Scales fez o gol de seu clube no jogo, tendo terminado 1–1 no tempo regulamentar e forçado os pênaltis, que o Shamrock acabou derrotado por 5–4.  Em julho do mesmo ano, foi descrito como "o jogador mais caro da Irlanda" e vinculado para transfer12-se a outro clube. Em 26 de novembro de 2021, ele foi nomeado para o time do ano da PFAI de 2021, conforme voto de seus colegas jogadores da Liga.

### Celtic
Após 51 pelo Shamrock Rovers, Scales assinou um contrato de quatro anos com o clube escocês Celtic em agosto de 2021. Em 23 de setembro de 2021, ele estreou pelo Celtic em uma vitória por 3 a 0 sobre o Raith Rovers na Copa da Liga Escocesa no Celtic Park. Scales estreou na liga em 5 de dezembro de 2021, entrando no decorrer do jogo e fazendo omarcar o terceiro gol na vitória  por 3 a 0 sobre o Dundee United.

## Seleção irlandesa

### Sub-21
Scales era um internacional Sub-21 da Irlanda, tendo jogado seis vezes.

### Principal
Foi convocado para Seleção Principal pela primeira vez em 3 de setembro de 2021, ao lado de Alan Browne e Callum Robinson para os jogos contra Azerbaijão e Sérvia, com o trio substituindo os lesionados Dara O'Shea, Nathan Collins e Shane Long, respectivamente.
Foi chamado novamente em outubro de 2023 pelo técnico Stephen Kelly para rodadas eliminatórias para a Euro 2024 contra Grécia e Gibraltar, tendo Scales estreado na derrota por 2–0 para a seleção grega no dia 13 de outubro.

## Títulos

### UCD Dublin
- Primeira Divisão da Irlanda: 2018[carece de fontes?]
- Collingwood Cup: 2018[carece de fontes?]

### Shamrock Rovers
- Liga da Irlanda Premier Division: 2020, 2021[carece de fontes?]

### Celtic
- Campeonato Escocês: 2021–22, 2023–24[carece de fontes?] e 2024–25
- Copa da Escócia: 2023–24[carece de fontes?]
- Copa da Liga Escocesa: 2021–22 e 2024–25[carece de fontes?]

### Prêmios Individuais
- Time do ano da Liga da Irlanda Primeira Divisão: 2018[carece de fontes?]
- Time da Liga da Irlanda Premier Division: 2021[carece de fontes?]